# Терция (строй)

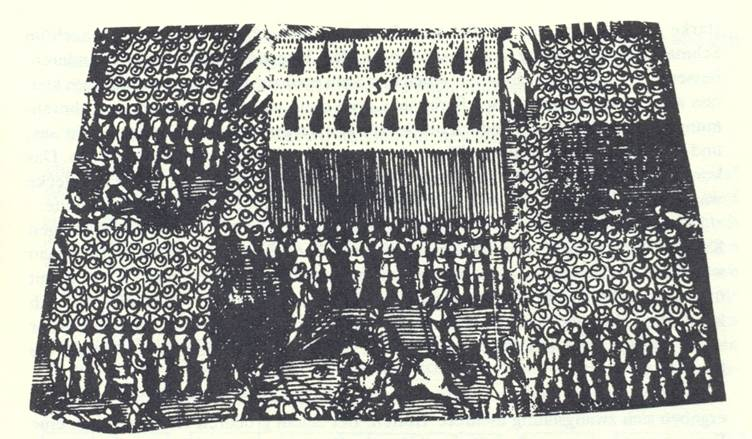
Терция: каре пикинёров посередине; по углам расположены отряды стрелков
гравюра Маттеуса Мериана Старшего

Те́рция (исп. tercio) — тактическая единица Испанской Империи в эпоху доминирования Габсбургов в европейских сражениях в XVI веке и в первой половине XVII века.
В терции были представлены следующие рода войск — пикинёры, мечники и аркебузиры и/или мушкетёры. В теории в составе терции должно было находиться 3000 солдат, хотя на практике зачастую было меньше половины этого числа. Испанские терции были первыми в Европе тактическими единицами, где личный состав был представлен хорошо тренированными добровольцами-профессионалами с отличной строевой дисциплиной, вместо наёмников, которые составляли большинство европейских армий того времени. Иногда терцию называли испанское каре. До битвы при Рокруа терция считалась непобедимой.

## История
Ордонансами 1495—1496 годов Фердинанд II и Изабелла I заложили основы массового мобилизационного резерва. Всякий человек, которому не было отказано в праве иметь оружие, должен был за свой счёт приобрести оружие и доспехи, подобающие его статусу, содержать их в надлежащем виде и регулярно с ними упражняться. Ядром армии должны были стать отряды тяжёлой кавалерии, но в состав армии должно было войти также пехотное ополчение, вооруженное огнестрельным оружием (эспингардами) и арбалетами, а также пехотинцы с мечами, кинжалами и длинными копьями. В этих «прототерциях» была треть аркебузиров (иногда часть их заменяли арбалетчиками), треть пикинёров и треть мечников.
Гонсало Фернандес де Кордова впервые использовал терцию во время Итальянских войн, как противовес швейцарским наёмникам и французским рыцарям (жандармам).

## Комплектование и численный состав

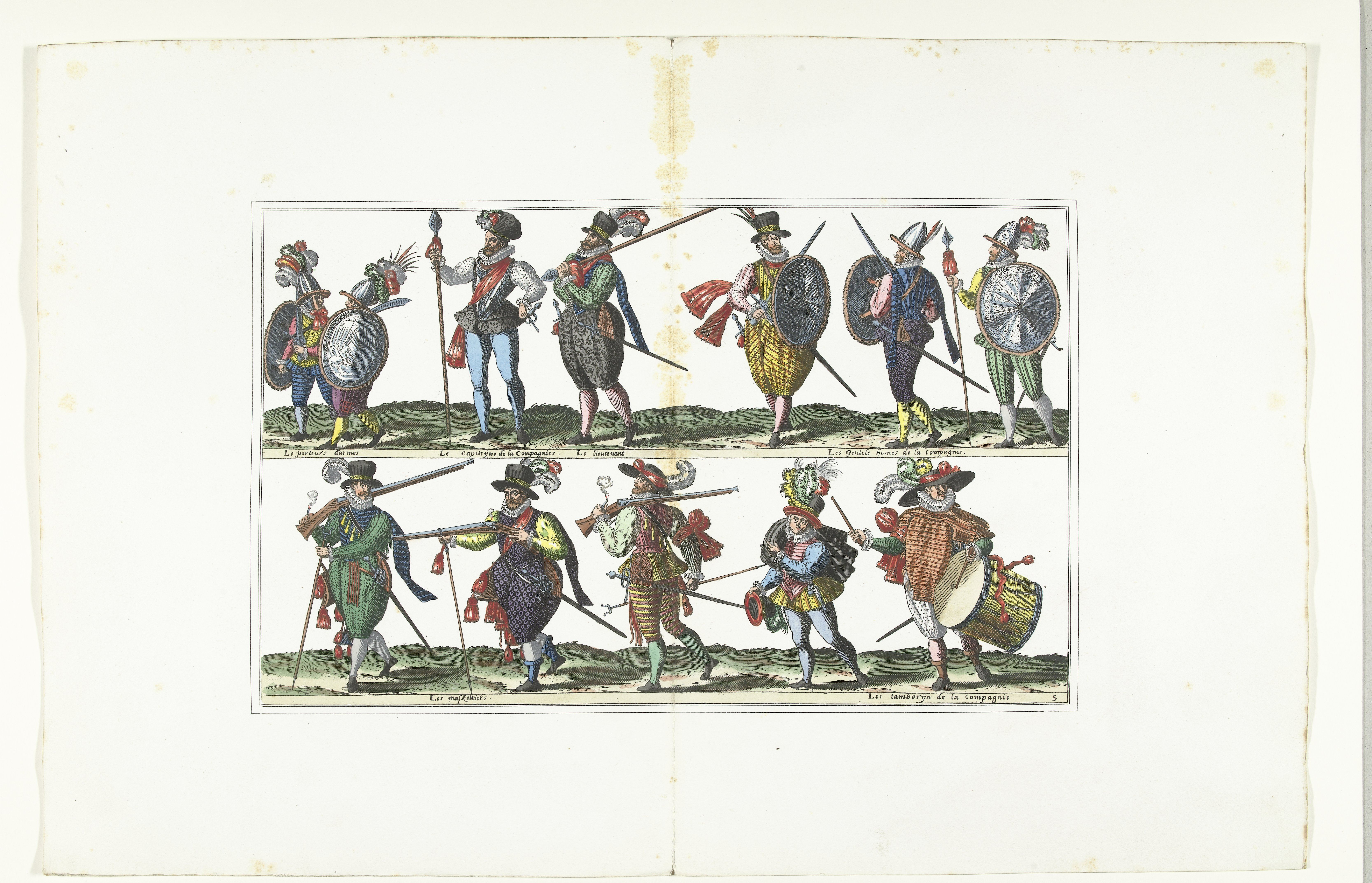
Вооружение и костюмы испанских пехотинцев конца XVI в. Литография с гравюры Авраама де Брейна

Несмотря на то, что другие страны переняли у испанцев формирование войск в виде терций, они были далеко не так сильны как испанцы. Испанцы имели репутацию непобедимых. Ядро их армии составляли профессиональные испанские солдаты. Именно в этом и состояло преимущество испанцев по сравнению с остальными странами. В то время армии всех европейских государств состояли в основном из наёмников, хотя и испанцы использовали наёмников из разных стран, в частности, из германских земель (ландскнехты), итальянских государств, валлонских земель и из Испанских Нидерландов. Тем не менее, в XVI и XVII веках костяк испанской армии был сформирован из коренных испанцев. Отличительной чертой испанской армии была сплочённость, высокая строевая дисциплина и профессионализм.
В терции несколько рот (banderas) объединялись вокруг постоянной группы офицеров из тридцати человек, что было новшеством для того времени. Численность терций менялась в разные времена в зависимости от обстоятельств и места.

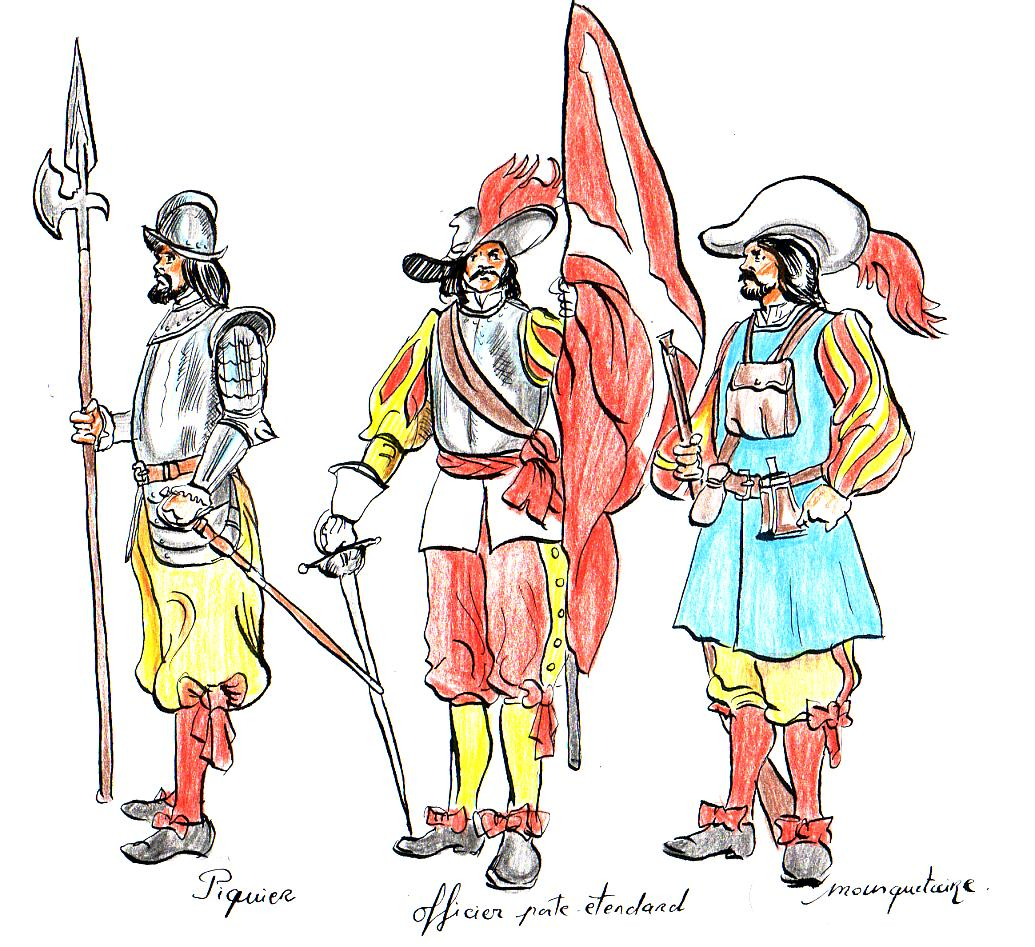
Испанские алебардист, младший офицер (alférez) и аркебузир времён Тридцатилетней войны (слева направо).

С 1534 по 1567 первые терции, располагавшиеся в Италии, насчитывали десять рот по 300 человек, из которых 2 роты были аркебузирами. Остальные 8 рот состояли из трёх типов солдат:
- Пикинёры-латники (corseletes), одетые в полудоспехи (полный доспех без защиты ног), они стояли в первых рядах, встречая противника в рукопашной.
- Лёгкие пикинёры (piqueros secos) — пикинёры в неполных доспехах (кираса с тассетами, например, без защиты рук и плеч, соответственно, и без защиты ног), могли иметь при себе маленький круглый щит (rodelas). Эти солдаты находились за тяжёлыми пикинёрами.
- Аркебузиры (arcabucero).

В ротах аркебузиров также находились лёгкие пикинёры, которых часто заменяли алебардисты для большей мобильности. В 1567 перед отбытием во Фландрию герцог Альба ввёл в роты небольшое количество мушкетёров, чтобы иметь возможность пробивать толстые доспехи солдат противника.
В каждой роте был небольшой штаб из 11 человек: капитан и его помощник, младший офицер (alférez), сержант, знаменосец, также три музыканта, фуражир, капеллан и брадобрей. Рота подразделялась на 12 взводов по 25 человек под руководством ветерана. Взвод подразделялся на отделения (camaradas) по 6—12 человек тоже под руководством ветерана. В теории терция в это время насчитывала 147 офицеров, 1080 пикинёров-латников, 400 лёгких пикинёров, 1220 аркебузиров и 190 мушкетёров. На деле численность была меньше из-за дезертирства и неизбежных потерь. Намечается тенденция повышать число стрелков, то есть огневую мощь терции. Иногда рота насчитывала 150 или даже 100 человек.
В 1568 г. терции, находящиеся во Фландрии, были переформированы и состояли из 12 рот по 250 человек в каждой. Значительно увеличилось число пикинёров: 1110 латников и 1080 лёгких пикинёров против 448 аркебузиров и 230 мушкетёров. Причина могла крыться в высокой стоимости огнестрельного оружия: аркебуза стоила 26 реалов, тогда как пика — только 7.
В 1632 г. королевским указом была определена организация испанских терций по 12 рот из 250 человек, во Фландрии и Италии — 15 рот по 200 человек. По указу солдаты всех рот одной терции комплектовались единообразно. В ротах по 250 человек было 11 офицеров, включая помощников, 90 тяжёлых пикинёров, 60 мушкетёров и 89 аркебузиров; в ротах по 200 человек — 11 офицеров с помощниками, 70 тяжёлых пикинёров, 40 мушкетёров и 79 аркебузиров.
Тем не менее, в 1636 наместник Испанских Нидерландов организовал испанские и итальянские терции в составе Фландрской армии по другому образцу — 13 рот пикинёров и 2 роты аркебузиров. В пикинёрских ротах должно было быть много мушкетёров, но на деле они составляли не более трети от общего числа солдат. Предполагается, что в такой терции было 759 пикинёров, 318 аркебузиров и 1380 мушкетёров. Терции в самой Испании не столь сильны, в них 10 рот всего по 100 человек, комплектовались они уже кем попало. В провинциальных терциях находились более опытные и мотивированные бойцы.
В 1663 году были созданы постоянные провинциальные терции из 16 рот по 62 человека и из 20 по 50 человек. На деле же их численность оказывалась ещё меньше — в среднем по 500 человек.
В 1701 году Филипп V установил численность терции в 650 человек (12 рот и одна рота гренадеров). В роте в среднем насчитывалось 3 офицера, 2 сержанта, 10 пикинёров, 35 стрелков.

## Экипировка и вооружение

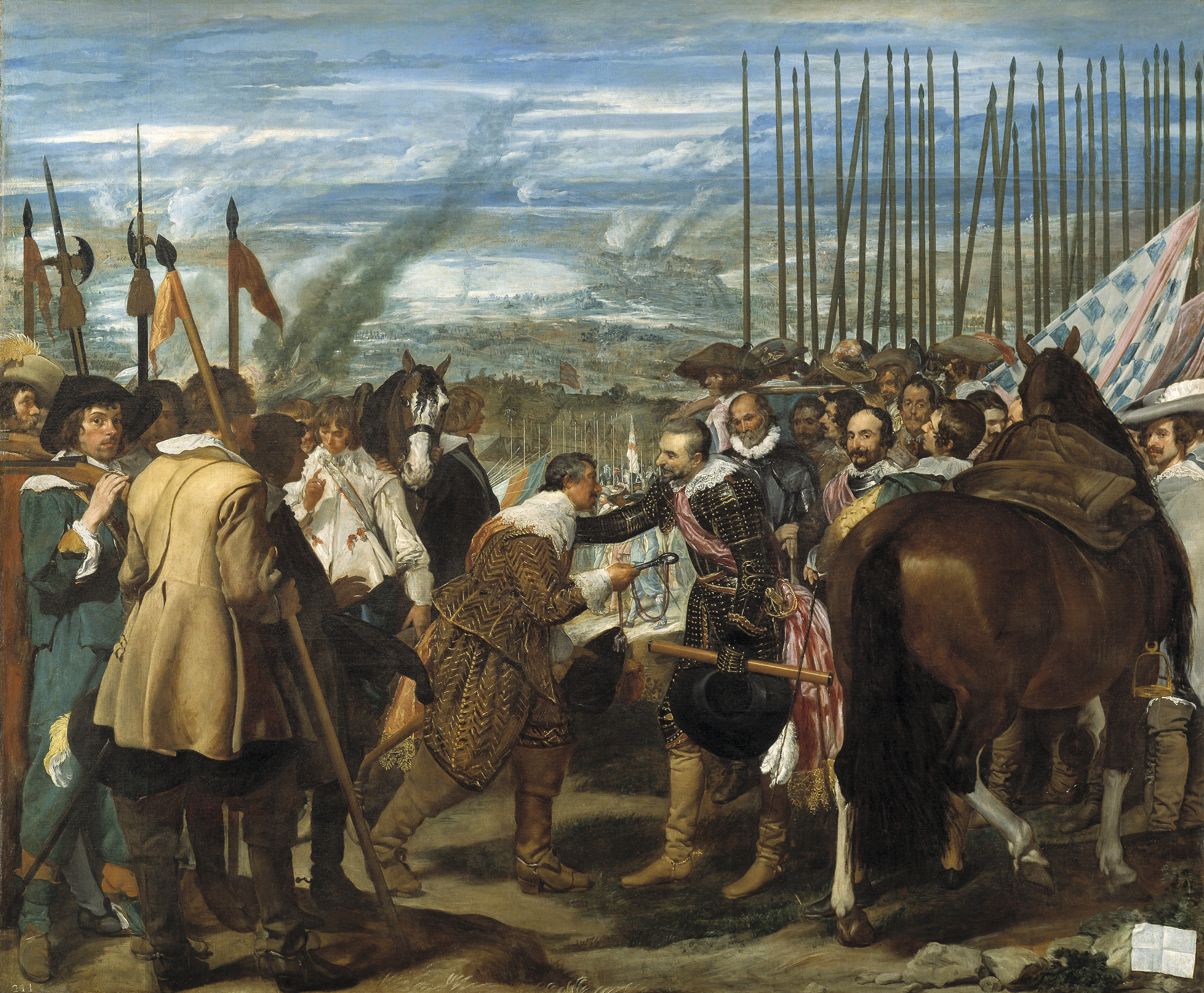
На картине Диего Веласкеса «Сдача Бреды» командующему испанскими терциями Амброзио Спиноле вручает ключи от Бреды Юстин Нассауский.

Основное оружие пикинёров — пика длиной от 25 до 27 ладоней (palma de mano), то есть примерно 5,2 метра, кроме того, у них был меч длиной 4,5 ладоней (95 см) и 30—40 см дага (кинжал) для рукопашного боя. Тяжелые пикинёры были облачены в полудоспех (в этом случае совсем без защиты остаются только ноги) или в кирасу с латной юбкой, иногда с наплечниками (corselet). Лёгкие пикинёры носили латы полегче и подешевле. Как правило, до рукопашной схватки меж пикинёрами дело доходило редко из-за больших потерь во время боя от огнестрельного оружия. Когда же пикинёры врубались врукопашную с пешими воинами противника, они толкали пику левой рукой, направляя её правой рукой в лицо или торс противника. Против кавалеристов пика упиралась в землю и блокировалась ступнёй правой ноги, левой рукой пику держали под углом примерно 45°, правую руку держал наготове у рукоятки меча, чтобы иметь возможность в любой момент выхватить его. На кораблях использовались укороченные пики длиной примерно 3,2 м.
У аркебузиров из защитного вооружения имелся только шлем — чаще всего морион, торс защищала кожаная куртка с вшитыми под подкладку медными пластинами (broigne) либо колет, толстый суконный или кожаный. В XVII веке вместо шлема чаще всего надевалась обыкновенная фетровая шляпа. Вооружение — аркебуза, на портупее через плечо подвешены 12 деревянных трубочек с заранее отмеренными порциями пороха, на солдатском жаргоне их называли двенадцать апостолов. Резервный запас пороха хранился вместе с пулями в сумке. Есть груша с пороховой мякотью для затравки. Порох для затравки должен быть очень хорошего качества. Для рукопашной схватки имелись меч и дага. У мушкетёров была сошка, на которую устанавливался при стрельбе тяжёлый мушкет. Огнестрельное оружие, в основном, было фитильным на протяжении всего XVI в. и 1-й половины XVII в. С начала XVII века потихоньку начинают больше внимания обращать на колесцовый замок, но в основной массе до 3-й четверти XVII века преобладает фитильный замок. Колесцовый замок был чрезвычайно дорог, и с ним было много возни — он нуждался в полной разборке и чистке каждые 25—30 выстрелов (колёсико разносит порох по всему замку и засоряет его), часто давал осечку. Фитильный — прост, его не надо обслуживать, предельно дешёв, и с фитильного ружья «мягче» выстрел — нет пружины у спускового крючка, только скоба, которую стрелок плавно подводит к полке — можно даже вести почти прицельный огонь. Кремнёвое оружие массово начинает вводиться очень поздно — ближе к концу XVII в. появляются кремнёвые мушкеты. Затем появляется кремнёвая фузея — ружьё со штыком, тактика ведения боя меняется коренным образом (линейные батальоны), и строй в виде терций больше не используется.

## Тактика

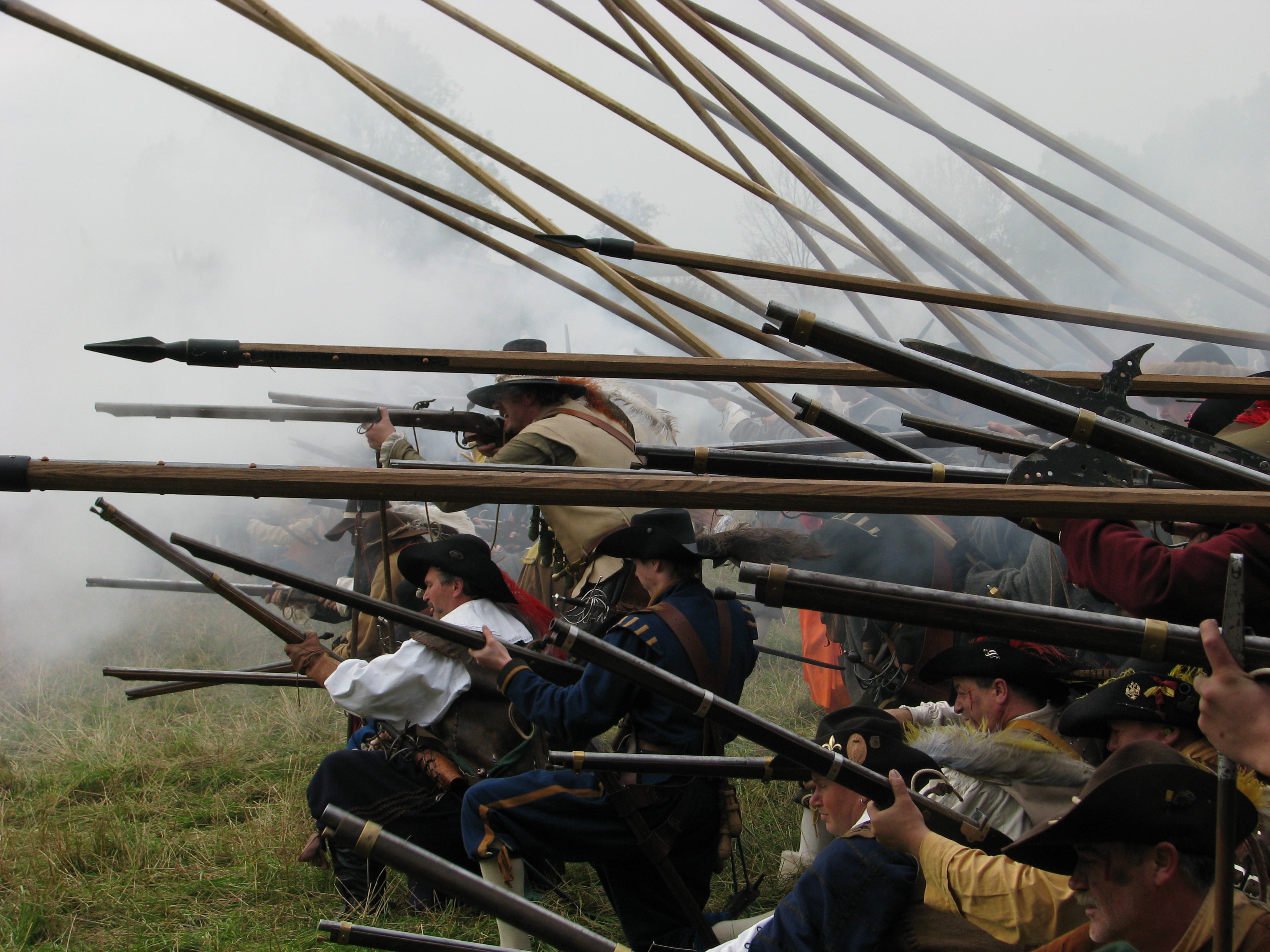
Историческая реконструкция

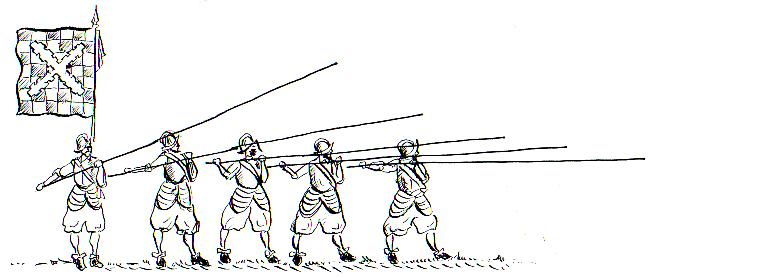
Пикинёры, 1650 г.

На поле боя терция формировалась в зависимости от своего численного состава в одно или несколько каре, называвшихся Cuadro de Terreno. Перегруппировка необходима для того, чтобы повысить эффективность различных типов вооружения во время боя против тех или иных соединений противника. Пикинёры формировались в одно каре, которое, как крепость, было ядром сопротивления всей терции. Пикинёры стояли плотным строем, причём в первых рядах ставили солдат в наиболее тяжёлых доспехах.
Вокруг каре пикинёров располагались солдаты с огнестрельным оружием:
- четыре отряда по 150—300 аркебузиров размещаются с каждой стороны каре пикинёров;
- остальные аркебузиры вставали по флангам в качестве гарнизона основного каре пикинёров;
- мушкетёры размещались с передней стороны каре.

В случае атаки мушкетёры и аркебузиры отходили за ряды пикинёров.
Отряды аркебузиров благодаря своей мобильности быстро выдвигались вперёд или на фланги и беспокоили врага огнём из аркебуз. Кавалерии сложно было рассеять стрелков, так как те быстро уходили под прикрытие пикинёров. А пикинёры были неуязвимы для кавалерии, что доказывалось на практике много раз, самые известные примеры — Битва при Грансоне и Битва при Муртене. Отряды стрелков приближались к врагу, но сохраняли максимально возможную дистанцию. Для ведения огня отряд стрелков строился в 3 ряда. Сделав выстрел, первый ряд отходил назад и уступал место следующему ряду. Таким образом, все ряды делали последовательно по 4 выстрела. После 4 выстрелов оружие начинало перегреваться, и стрелки отходили ближе к пикинёрам. Если было необходимо, для продолжения огневого боя выдвигался другой отряд стрелков.
На марше терция выстраивалась колонной. 1 рота аркебузиров располагалась в авангарде, другая — в арьергарде. Колонна выстраивалась так: впереди часть аркебузиров авангарда, затем мушкетёры, затем остальные аркебузиры авангарда, затем пикинёры, в центре знаменосцы и офицеры, после которых шли опять пикинёры, а затем арьергард из аркебузиров. Позади — обоз. Вдали от вражеской территории обоз мог располагаться впереди колонны, чтобы не задерживал всё войско. Ночью спереди колонны и по флангам располагались факельщики.
Одним из преимуществ терции была возможность формировать на поле боя мобильные отряды (tropas) разной численности.

## Боевое применение

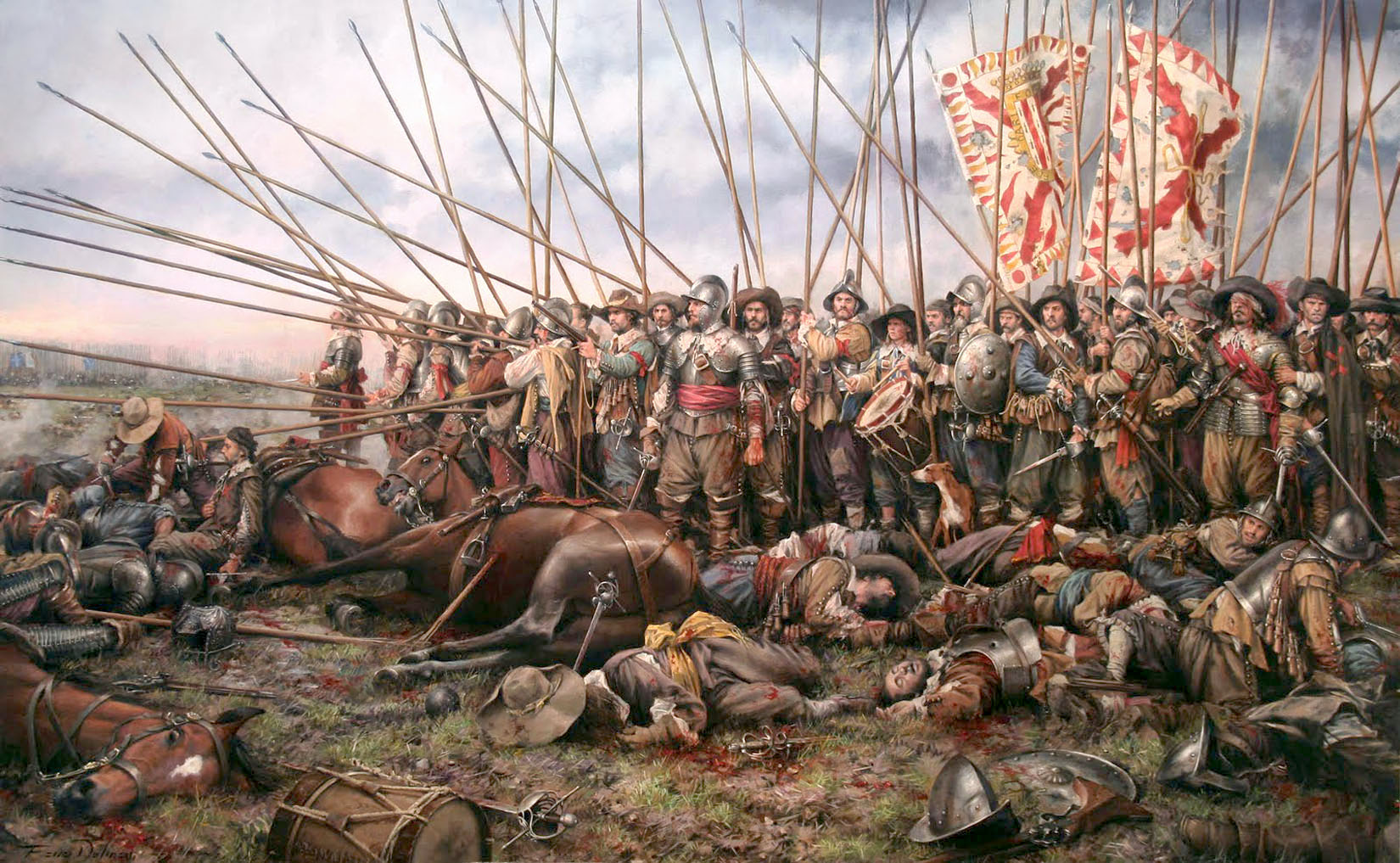
«Рокруа, последняя терция», Аугусто Феррер-Далмау, 2011. Битва при Рокруа ознаменовала конец эпохи непобедимости испанской армии, в основе которой были терции

По мере приближения войск неприятеля аркебузиры стрельбой нарушали строй противника, а затем либо брались за шпаги и проникали в образованные промежутки, либо отходили за пикинёров, оставляя тем вести рукопашный бой с растрёпанным противником. Для атак кавалерии терция была почти неуязвима, так как выжившие после обстрела всадники вместе со своими гигантскими дестриэ погибали на пиках, а рейтар, использующих пальбу из пистолетов, просто убивали из аркебуз (каждый всадник занимал больше места по ширине фронта и имел большую вертикальную проекцию, вследствие чего конница имела меньшую огневую мощь и одновременно была более уязвима для ответного огня).
Самым слабым местом терции как и любого построения, подобного каре, были углы, которые могли быть довольно легко прорваны, так как на каждую из сторон в них приходится в два раза меньше пик, чем по фронту, и если противнику удавалось проникнуть в глубину строя, терцию ждала неминуемая гибель.
До битвы при Рокруа терция долгое время считалась непобедимой.

## Иллюстрации

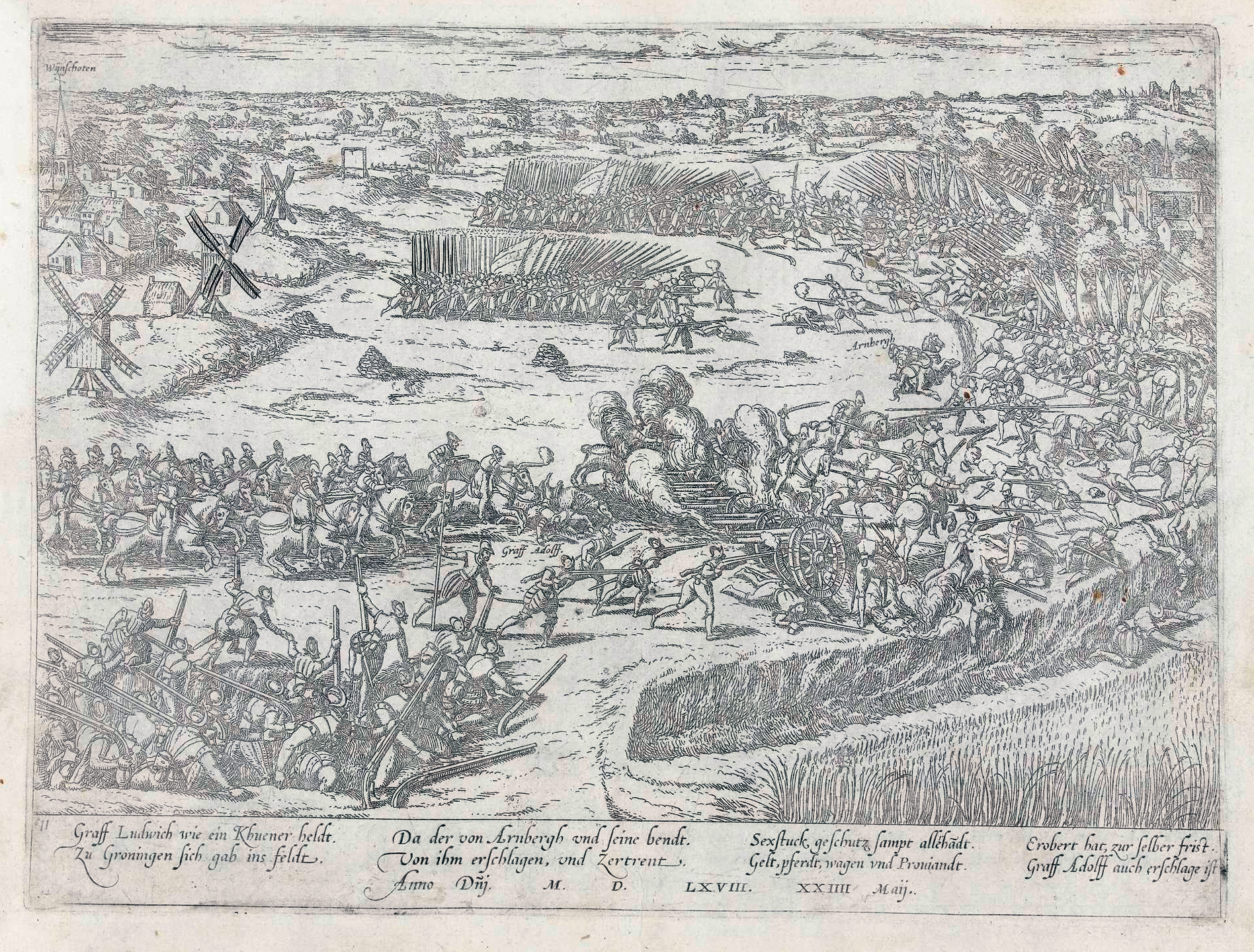
«Битва при Гейлигерлее». Гравюра Франса Хогенберга (1568)
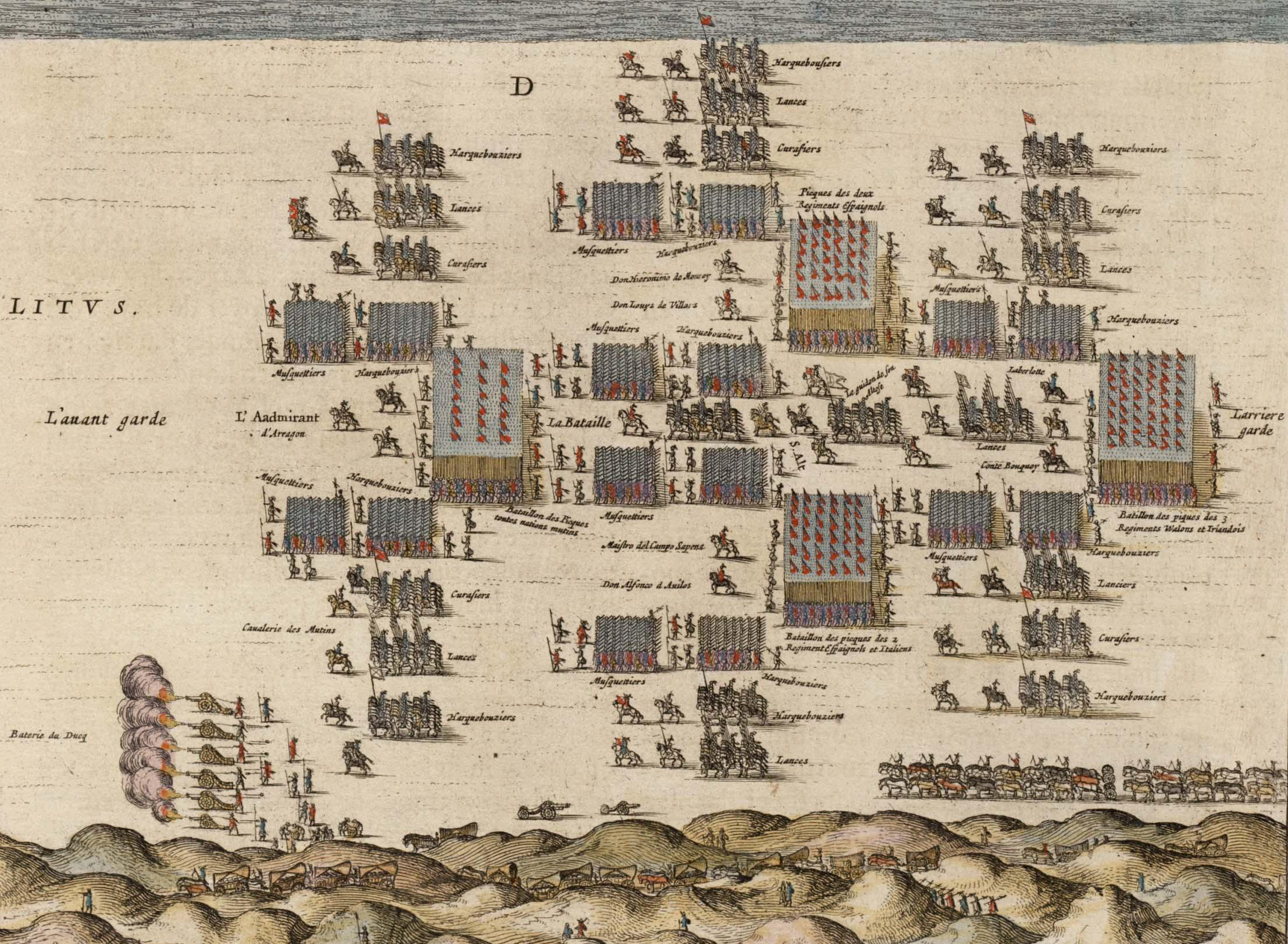
Боевой порядок испанской армии в Битве у Ньивпорта. Гравюра